# Zaria (bateau)
Pour les articles homonymes, voir Zaria.
Le Zaria (ou Zarya) (en russe : Заря) est un navire à vapeur et à voile utilisé par l'Académie des sciences de Russie pour une expédition polaire (1900-1903).

## Histoire
À la fin du XIXe siècle, l'Académie des sciences de Russie cherche un navire de recherche polyvalent pour les expéditions de longues durée.
En 1899, Eduard von Toll, conseillé par Fridtjof Nansen, achète un trois-mâts barque norvégien, proche du Fram, nommé Harald Harfager pour 60 000 roubles et le rebaptise Zaria.
Envoyé au chantier de Colin Archer à Larvik pour être fortement modifié et transformé en navire polaire, il est prêt à l'utilisation dès octobre 1899.

### L'expédition polaire russe (1900-1902)

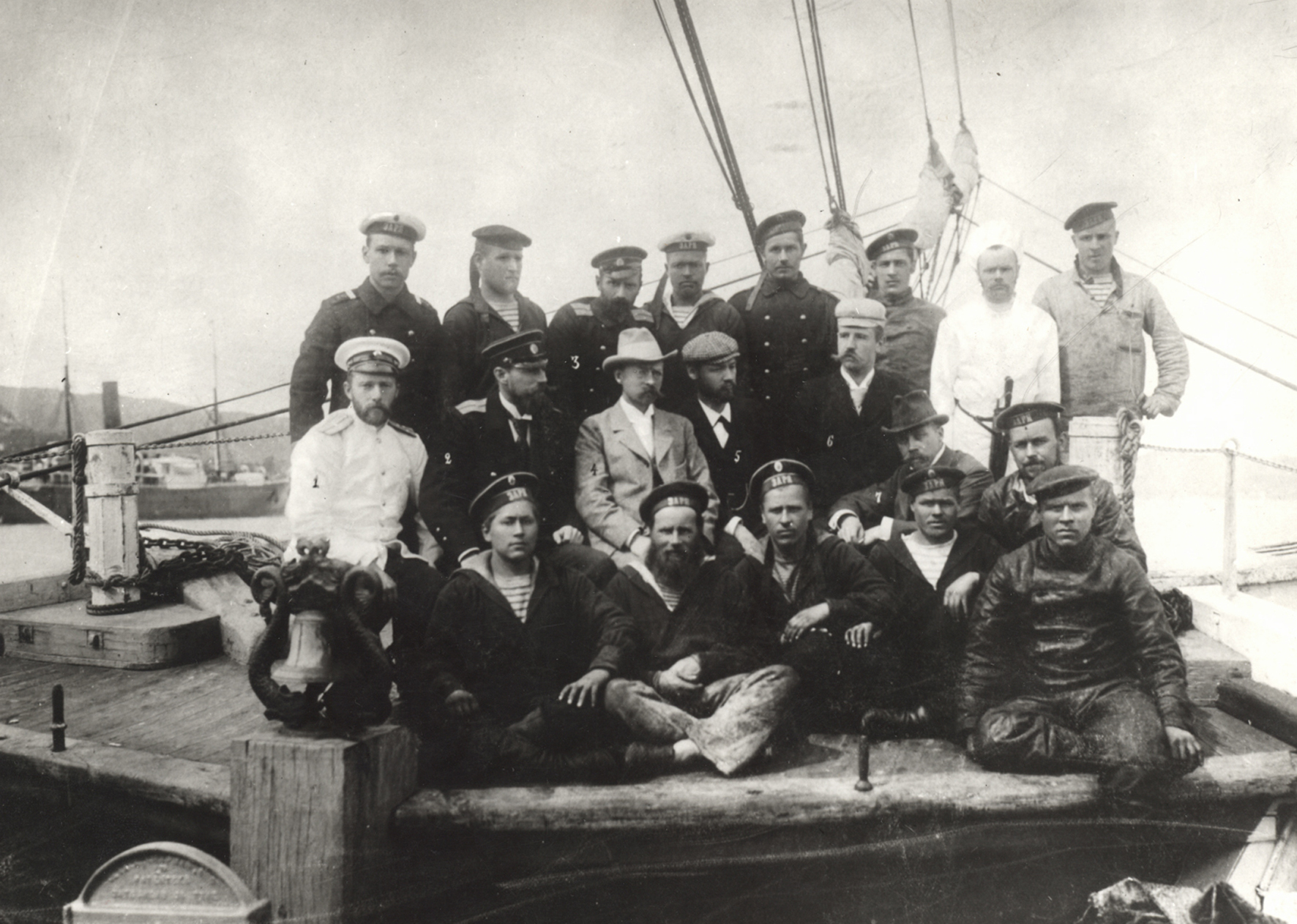
L'équipage du Zaria.

Parti de Saint-Pétersbourg le 21 juin 1900 avec vingt hommes, sous le commandement de Nikolaï Nikolaïevitch Kolomeïtsev, il arrive à Alexandrovsk le 24 juillet et prend la direction de la mer de Kara.
Le Zaria fait son premier hivernage dans la baie nommé Colin Archer par Toll, près de l'île Taïmyr. Les scientifiques y passent onze mois à la recherche de l'archipel Nordenskiöld et de la péninsule de Taïmyr. Au printemps, Kolomeïtsev part pour un long voyage en traîneau et le commandement est alors remis au second Fyodor Matisen (en).
En août 1901, le navire se dirige à travers la mer des Laptev en direction des îles de Nouvelle-Sibérie pour rechercher la légendaire terre de Sannikov mais est rapidement bloqué par la banquise. Plusieurs tentatives sont alors menées par le baron Toll pour la découvrir. En novembre 1902, celui-ci, Friedrich Seeberg et deux de leurs compagnons disparaissent loin au sud de l'île Bennett sur la banquise mouvante. Ils ne seront jamais retrouvés.

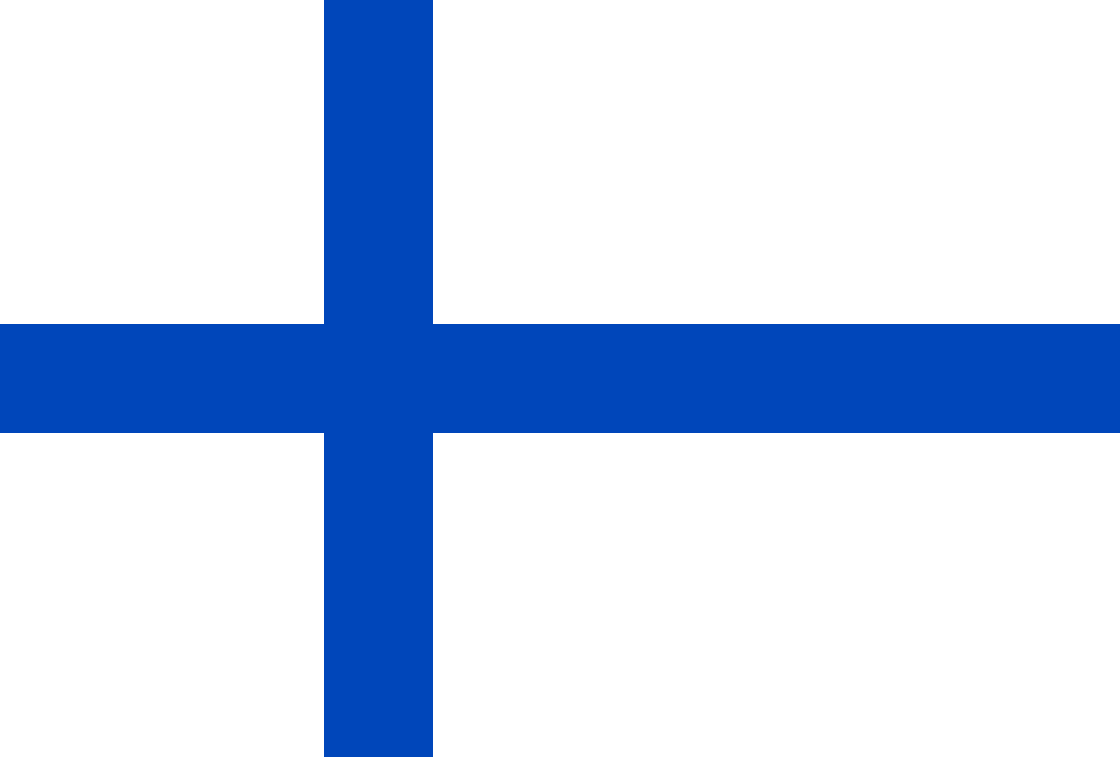
Drapeau du Neva Yacht Club (à la base de celui de la Finlande).

Très endommagé, inutilisable, le navire est amarré au large du delta de la Léna en baie Tiksi sous le vent de l'île Brusneva (en) où il sombrera. Avant de quitter le navire, les hommes hisseront le drapeau du Neva Yacht Club (en), plus ancien Yacht Club de Russie.
Matisen rejoint Yakutsk et les autres hommes Saint-Pétersbourg.

## Postérité
Le musée de Polyarny conserve des documents et des objets liés à l'expédition et au navire.
Une île près du cap Tcheliouskine, une péninsule à l'est de la baie de Middendorff et le détroit entre l'île Belkov et l'île Kotelny ont été nommés en son honneur.